# Шидайцюй

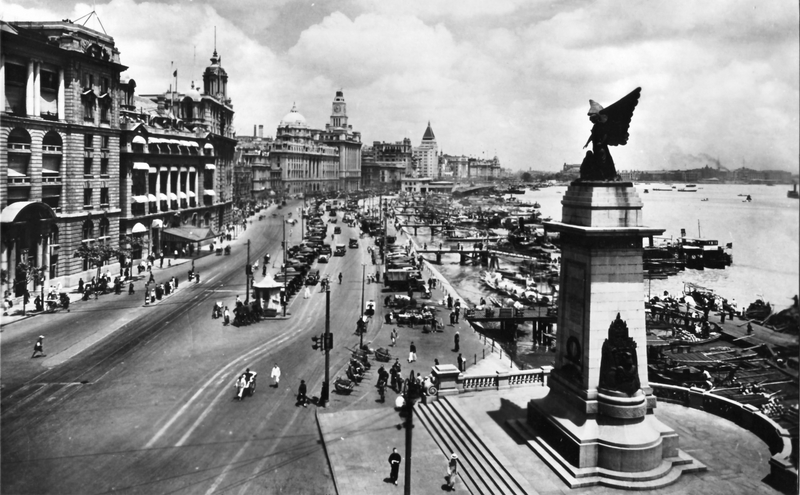
Шанхай в 1930-е годы был центром шидайцюй

Шидайцюй (кит. 時代曲, пиньинь shídàiqǔ, буквально: «современная песня», «музыка сегодняшнего дня») — жанр популярной музыки, появившийся в 1920-е годы в Шанхае и представляющий собой смесь китайского фольклора и американского джаза. Мелодии шидайцюй стали начальной формой национального китайского джаза.

## История

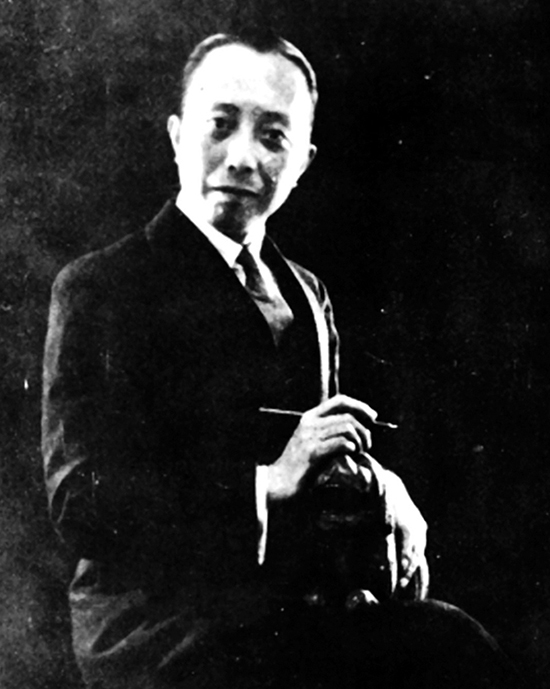
Ли Цзиньхуэй — основоположник шидайцюй

Основателем и центральной личностью шидайцюй был Ли Цзиньхуэй (1891—1967), который значительно переосмыслил и модернизировал традиционное искусство. Его мелодии стилистически были близки к китайским народным песням, а нередко просто заимствовались из фольклора, в то же время Ли Цзиньхуэй стремился уловить и передать в своих песнях пульс эпохи. Наиболее яркий пример его творчества — песня «Моросящий дождик» (кит. 毛毛雨), которую впервые исполнила его дочь Ли Миньхуэй в 1927 году. В основе мелодии лежит традиционная китайская пентатоника, а в оркестре звучат не только традиционные китайские инструменты, но и маракасы и кастаньеты. Ритмически композиция напоминает фокстрот. В 1933 году Ли Цзиньхуэй, вдохновившись игрой оркестра Уайти Смита, создал в Шанхае первый полностью китайский джаз-бенд. Кроме того, он писал песни в джазовом стиле, которые, помимо выступлений вокалистов его коллектива, звучали в исполнении множества шанхайских артистов. Эстрадные композиции Ли Цзиньхуэя пользовались в мире ночных развлечений Шанхая огромной популярностью, между тем его прогрессивная манера игры иногда критиковалась китайскими коллегами, например певицей Ван Жэньмэй.
Вслед за Ли Цзиньхуэем популярные песни в джазовом стиле начали писать и другие шанхайские композиторы, среди которых Чэнь Гэсинь и Ли Цзиньгуан. В частности, широкое признание завоевали песни 1940-х годов «Ночной Шанхай» (кит. 夜上海) и «Роза, роза, я тебя люблю» (кит. 玫瑰玫瑰我愛你) Чэнь Гэсиня.
В китайском кинематографе шидайцюй был ведущим и наиболее востребованным жанром. Постепенно из него выросли два новых стиля: мандаринская популярная музыка (мандопоп) и кантонская популярная музыка (кантопоп).
После победы Коммунистической партии Китая в гражданской войне в 1949 году шидайцюй оказался под запретом, а композиторы и исполнители подверглись репрессиям и гонениям. Джаз-оркестр Ли Цзиньхуэя был распущен, многие музыканты уехали из Шанхая в Гонконг и другие города.
В 1950—1960-е годы шидайцюй достиг пика популярности в Гонконге, после чего его вытеснила кантонская и тайваньская поп-музыка. Однако китайское сообщество в странах Юго-Восточной Азии продолжало беречь и передавать этот стиль из поколения в поколение благодаря грампластинкам, радиопередачам и концертным выступлениям. В 2010—2020-е годы наблюдается возрождение шидайцюй в Сингапуре и Малайзии.

## Особенности
Шидайцюй соединил в себе элементы джаза (прежде всего новоорлеанский стиль и свинг) и китайской народной музыки. Также на него повлияли блюз и европейская академическая музыка. Компоненты джазового и блюзового языка проявляют себя так, что основным структурным элементом в произведениях является джазовый квадрат. Инструментовка выполнена по канонам джазового оркестра, при этом используются такие национальные составляющие, как особый тембровый колорит вокальной партии, традиционные народные инструменты (дицзы, шэн, гуань, пайсяо, эрху, цзинху, гуцинь, саньсянь, янцинь, гучжэн). Наряду с пентатоникой используются иные традиционные китайские лады.